# Flat Jason
Pour les articles homonymes, voir Jason (homonymie).
L'île Flat Jason, (en anglais : Flat Jason Island) est une petite île longue   située à l'est de l'île Grand Jason. C'est une partie des îles Jason dans les îles Malouines. Avec Elephant et South Jason, c'est l'une des "Islas las Llaves" en espagnol (les îles Jason étant divisés en deux groupes dans cette langue).